# Inguar, o Grisalho
Inguar ou Igor, também conhecido como Inguar ou Igor, o Grisalho (em nórdico antigo: Yngvar Harra) ou Inguar ou Igor, filho de Ósteno (em nórdico antigo: Yngvar Östensson), foi um rei lendário da Suécia no século VII.

## Etimologia
O nome Inguar, cuja variante comumente atestada nas fontes é Igor, é formado por Ing, uma variante para o nome do deus Freir, e var, que se traduz como guerreiro. Seu nome, portanto, significa "Guerreiro do deus Freir". Este Inguar é distinguido dos homônimos pelo epíteto Grisalho (Harra) e pelo patronímico Filho de Ósteno (Östensson).

## Vida
Inguar é registrado na obra Saga dos Inglingos do historiador islandês Snorri Sturluson do século XIII. Segundo a obra, pertencia à Casa dos Inglingos e era respectivamente filho e pai dos reis Ósteno e Anundo das Estradas. Diz-se também que era um guerreiro naval envolvido em expedições às atuais Dinamarca e Estônia, tendo morrido em combate com os estônios e sido sepultado no país deles.